# Myštice
Myštice (en allemand : Mischtitz) est une commune du district de Strakonice, dans la région de Bohême-du-Sud, en République tchèque. Sa population s'élevait à 281 habitants en 2020.

## Géographie
Myštice se trouve à 8 km au nord-est de Blatná, à 22 km au nord de Strakonice, à 65 km au nord-ouest de České Budějovice et à 100 km au sud-ouest de Prague.
La commune est limitée par Uzenice, Mišovice et Minice au nord, par Rakovice et Boudy à l'est, par Mirotice, Lom et Buzice au sud, et par Blatná et Chobot à l'ouest.

## Histoire
La première mention écrite du village date de 1348.

## Transports
Par la route, Myštice se trouve à 8 km de Blatná, à 29,5 km de Strakonice, à 81 km de České Budějovice et à 113 km de Prague.